# Logis de la Haute-Porte
 (janvier 2020).
 (janvier 2020).
Le logis de la Haute-Porte est situé sur la commune de Prinçay, dans le département de la Vienne. Le monument fait l’objet d’une inscription au titre des monuments historiques depuis le 13 avril 1989.

## Historique
C'est une ancienne maison forte du XIVe siècle qui est devenue un manoir au XVIIe siècle. Son colombier rond est du XVIe siècle et possède 1 100 boulins (pigeonnier)[réf. nécessaire]. Il est possible de voir un four à pain et une buanderie qui abrite une ponne, c'est-à-dire une énorme marmite en pierre utilisée pour faire la lessive[Interprétation personnelle ?][réf. nécessaire]. Un petit souterrain permettait aux habitants du site de se réfugier lors des conflits[Interprétation personnelle ?][réf. nécessaire].